# Fédération française de billard
Pour les articles homonymes, voir FFB.
La Fédération française de billard  a été créée en 1903 ; son président actuel est Yves Tournier. La Fédération française de billard (FFB) est une fédération agréée par le ministère chargé des sports et est affiliée au Comité national olympique et sportif français (CNOSF). La FFB est organisatrice des compétitions et du championnat français dans toutes les disciplines (carambole, blackball, américain, snooker). Elle est inscrite à la confédération mondiale du sport billard (WCBS). La fédération se décline en 14 ligues régionales et plus de 550 clubs toutes ligues confondues.  
Son siège social se trouve au 6 rue Jean Moulin, à Bellerive-sur-Allier (03700), dans l'Allier.

## Historique

### Débuts de la fédération[6]
Les passionnés de billard Théodore Vienne, Frantz Reichel, le comte de Drée et Lucien Rérolle créent en 1903 la Fédération française de billard.
Ils organisent la même année le premier championnat du monde des amateurs de Cadre.
Les dissensions lors de l’établissement d’un règlement intérieur et la dualité professionnel-amateur provoquent une scission.
Pendant onze ans, la France n’aura donc pas une mais deux fédérations qui fusionneront finalement en 1914 afin de créer la FFAB (Fédération française des amateurs de billard).

### La construction: 1919-1923

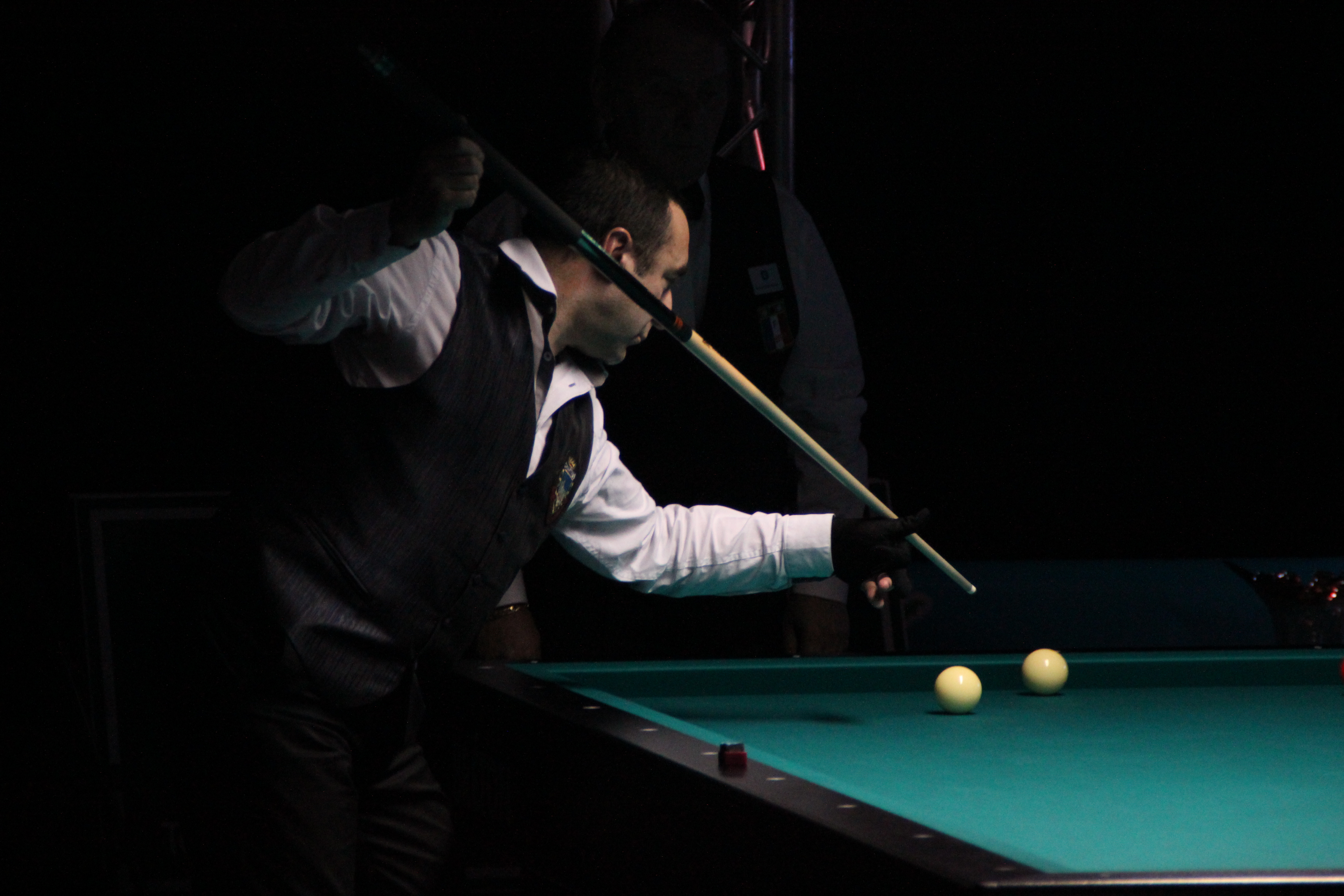
Championnats de France de billard français 2012

Le comité français, composé du président comte de Drée, du secrétaire général Janson, des membres Avé, Brémond, Darantière, Dussart, Ehrart, Gonnet, Lejeune et Richard, établit les bases solides de la fédération : règlements, championnat, comité directeur, journal et calendrier sportif.
L'audience du billard s’élargit, des cercles de nombreuses villes, après Paris, Lyon, Marseille et Saint-Étienne, adhèrent à la fédération en 1922.
Les pouvoirs publics français reconnaissent la qualité sportive du billard en 1923 et admettent son entrée au Comité national des Sports.
Les 16 et 17 décembre de cette même année est créée la Fédération internationale des amateurs de billard (FIAB) dont le premier président sera le Comte de Drée.

### Le billard pour tous: 1924-1956
Alexandre Avé, secrétaire adjoint de la nouvelle équipe après le départ du comte de Drée, s’emploie à mettre le billard à la portée de tous. Son action sous plusieurs présidents met en place l’édifice FFAB en définissant les règlements nationaux et internationaux tels que la reprise égalisatrice, l’internationalisation des championnats européens et mondiaux, la règle de cadre intégral tracé au tiers de la largeur du billard, 47 cm au lieu de 45.

### Le renouveau: la Fédération française de billard 1956-1959
En 1956, les délégués de ligues provoquent une assemblée générale élective. Elle décide du changement de nom, la FFAB devient la FFB (Fédération française de billard).
La ligue d’Île-de-France fait reparaître la revue Sport Billard après plus de dix années de silence.
Les 12 et 13 juillet 1958 est créée à Genève la Confédération européenne de billard et en 1959  l’Union mondiale de billard.

### Création des codes sportifs et administratifs 1958-1999
- Le billard fantaisie classique est redéfini en billard artistique[R 6].

- La coupe d’Europe des clubs aux 3-bandes est lancée[R 7].

- La FFB définit un statut type pour les sociétés affiliées [R 8] et obtient en 1963 la délégation officielle du ministère des sports puis en 1976 la délégation du ministère de la Jeunesse et des Sports[R 9].

- Création de la coupe Sport billard[R 10] puis en 1964, la tenue sportive définie par la FFB est obligatoire en compétition ; l’année suivante la licence devient obligatoire[R 11] ; application du décret Missoffe[R 12].

- L'utilisation de billes en matière synthétiques est obligatoire[R 13].

- En 1969 il est interdit de fumer pendant la pratique du billard.

- De 1977 à 1991, la FFB inaugure successivement les moniteurs brevetés d’état[R 14], 1980 et 1982 les premiers stages de formation des espoirs Français aux Karellis[R 15], les championnats de France 8-pool[R 16], snooker[R 17], billard américain toutes catégories[R 18], finale nationale master[R 19].

- En 1993, on assiste à la mise en place de la régionalisation[R 20]et l’année suivante, la FFB intègre le 8-pool[R 21] puis suivent des protocoles d’accord[R 22], la mise en œuvre du programme billard à l’école et le premier championnat de France féminin de billard américain.

- La communication est renforcée en 1995 par l’ouverture du site internet FFB et en 1999 par les retransmissions télévisées[R 23].

- La bonne entente avec l’État se traduit par la création du poste de directeur technique national.

## Palmarès
- Championnat de France de billard carambole partie libre
- Championnat de France de billard carambole cadre 47/2
- Championnat de France de billard carambole cadre 71/2
- Championnat de France de billard carambole cadre 47/1
- Championnat de France de billard carambole 1 bande
- Championnat de France de billard carambole par équipes aux jeux de série Division 1
- Championnat de France de billard carambole au pentathlon et triathlon
- Championnat de France de billard carambole biathlon
- Championnat de France de billard carambole 3 bandes
- Championnat de France de billard carambole artistique
- Championnat de France de billard carambole 5 quilles

## Intégration des billards à poches

### Snooker
En 1988 se crée la French billiard and snooker association (FBSA) et la même année, en avril, le premier championnat de France FBSA se déroule à Dijon.
En 1990, une commission sportive snooker est mise en place au sein de la FFB et, en avril de cette même année, le 1er championnat de France FFB se déroule à Tours.
Un protocole FFB/FBSA est signé pour la période allant du 1er septembre 1999 au 31 août 2002.
À partir du 1er septembre 2003, la gestion intégrale du snooker est confiée à la FFB (dissolution de la FBSA).

### Blackball (anciennement 8-POOL)

Christophe Lambert, capitaine de l'équipe de France de Blackball

En 1989, une commission sportive nationale FFB 8-pool est créée. La même année a lieu le premier championnat de France FFB à Nice.
En 1994, la FFB et l'UFAP (Union française des associations du 8-Pool) signent un protocole. Le protocole ne dure qu’une saison, celle de 1995/1996.
(L’UFAP regroupe 4 associations : France 8-Pool, 8-Pool 1er Association, UPB et FIPA)
En 1995, la FFB et l'AFEBAS (Association Française des Exploitants de Billard Anglais Superleague) signent un protocole qui dure 7 saisons, de 1995/1996 à 2001/2002.
Toujours en 1995, la FFB et STARLIGUE signent un protocole qui dure 6 saisons : de 1995/1996 à 2000/2001.
Durant les saisons couvertes par un protocole, les championnats de France étaient accessibles aux joueurs des associations concernées.

### Billard américain

Billard américain (jeu de la 8)

En 1990 est créée la commission sportive nationale FFB pour le billard américain.
Le premier championnat de France FFB au jeu de la 14/1 se déroule le 2 juin 1991 à Paris.
Le premier championnat de France FFB aux jeux de la 8 et de la 9 se déroulent le 21 avril 1991 à Toulon.

## Rôle de la FFB
La mission principale de la FFB est l'organisation, la promotion et le développement de la pratique du billard dans ses différentes disciplines.
Par ailleurs, elle a la délégation de l’État français pour délivrer des titres nationaux, éditer les règles techniques et effectuer la sélection des sportifs français représentant la France dans les compétitions internationales.
La Fédération de billard français peut imposer un code de bonne conduite, ainsi elle interdit depuis 1997, au nom de la protection des espèces animales en voie de disparition, l'utilisation des boules d'ivoire dans les championnats qu'elle organise ou édicte des règles du bon comportement sportif.
La FFB est organisatrice de compétitions et du championnat français dans toutes les disciplines (carambole, blackball, billard américain et snooker).

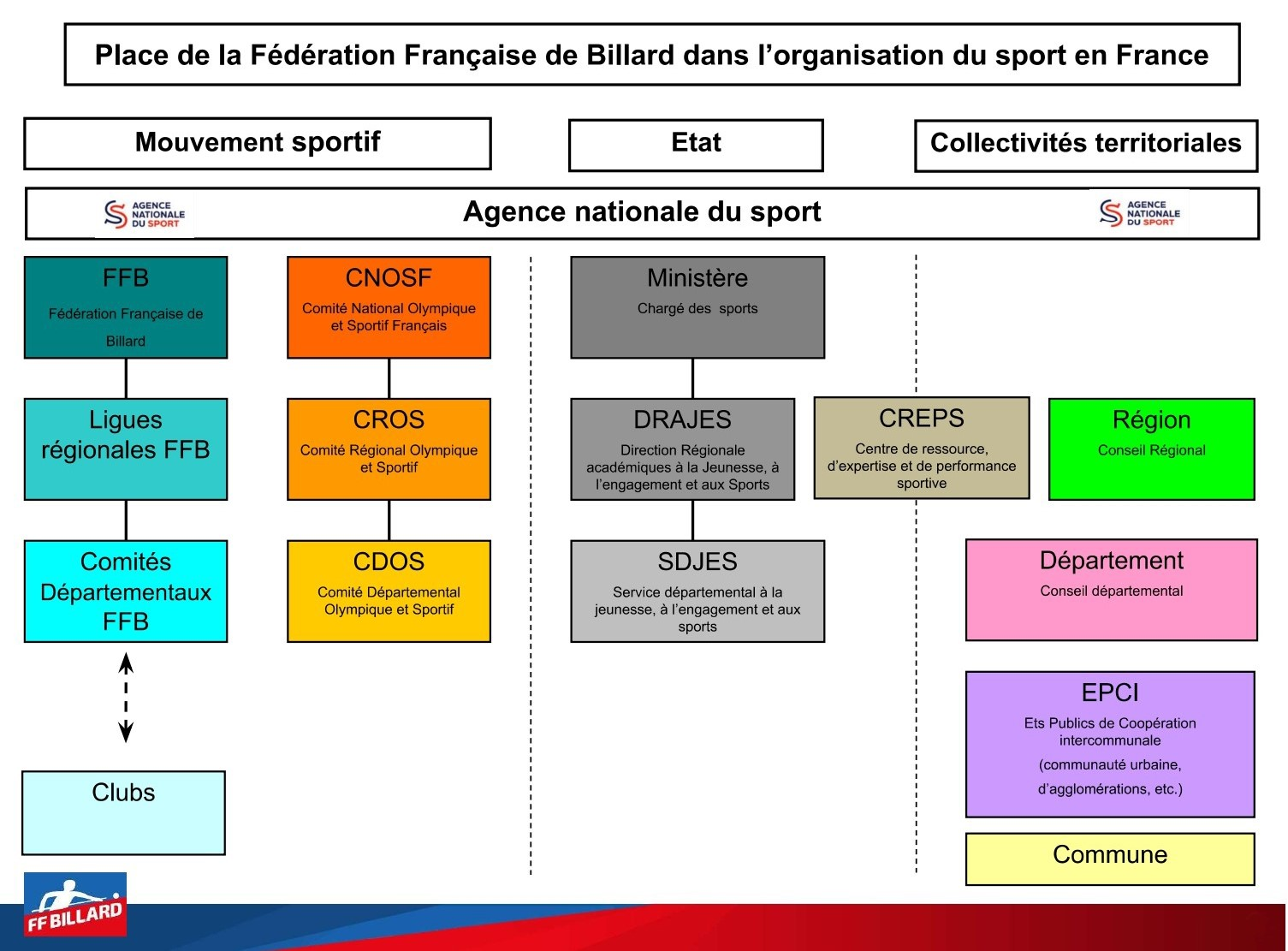
Place de la Fédération française de billard dans l'organisation du sport en France.

La FFB entretient une relation partenariale avec le ministère chargé des Sports, concrétisé par une convention d’objectifs pluriannuelle.
En qualité de membre, elle participe à l’assemblée générale du CNOSF. Elle conserve toutefois une entière autonomie dans la gestion de ses activités.
Son projet de développement 2014-2017 repose sur quatre axes principaux :
- Favoriser le développement des clubs et l'accès à la pratique,
- Structurer et organiser l'action fédérale,
- Faire connaître le sport-billard,
- Être performant et influent au niveau international.

## Les présidents de la FFB
- Frantz Reichel (1904-1914)
- le comte de Drée (1914-1919)
- Théodore Vienne (1919-1924)
- Charles Darantière (1924-1928)
- Charles Faroux (1928-1956)
- Louis-Émile Galey (1956-1960)
- Albert Trillat (1960-1961)
- Marcel Bocognano (1961-1966)
- Gaston Dumage (1966-1967)
- Marcel Bocognano (1967-1968)
- Henri Diamy (1968-1970)
- Marcel Bocognano (1970-1976)
- André Heurtebise (1977-1988)
- Christian Bonnefond (1988-1989)
- François Dreher (1989-1994)
- Michel Lambert (1994-1995)
- François Schunck (1995-1996)
- Jacques Deneufve (1996-2003)
- Claude Fath (2003-2011)
- Christophe Zeidel (2011-2012)
- Dominique Béton (2012)
- Jean-Paul Sinanian (2012-2024)
- Yves Tournier (depuis 2024)

## La direction technique nationale
La direction technique nationale est composée comme suit :
- Un directeur technique national (depuis 1999, Marc Massé)[18],
- Deux cadres techniques fédéraux (Nicolas Henric et Jean-François Florent).

## Organisation régionale de la Fédération française de billard
La FFB est subdivisée en 3 niveaux :
- Fédéral (FFB) : organisation de tournois nationaux et internationaux, règlement, administration des ligues.
- Ligue : ramification régionale de la FFB, elle organise les tournois régionaux et sélectionne les joueurs pour les tournois nationaux (FFB).
- District / Comité départemental : sous-ensemble de la ligue régionale.

### Ligues FFB

#### Ligues 2015-2016 de la Fédération française de billard[19]
- Alsace
- Lorraine
- Aquitaine
- Martinique
- Auvergne
- Méditerranée
- Bourgogne
- Midi-Pyrénées
- Bretagne
- Nord-Pas-de-Calais
- Centre
- Normandie
- Champagne
- Pays de la Loire
- Franche-Comté
- Picardie
- Guadeloupe
- Poitou-Charentes
- Île-de-France
- La Réunion
- Languedoc-Roussillon
- Rhône-Alpes
- Limousin

#### Ligues actuelles depuis 2016 de la Fédération française de billard
| AUVERGNE-RHÔNE-ALPES    |
| BOURGOGNE-FRANCHE-COMTÉ |
| BRETAGNE                |
| CENTRE-VAL DE LOIRE     |
| CORSE                   |
| GRAND-EST               |
| HAUTS-DE-FRANCE         |
| ILE-DE-FRANCE           |
| MÉDITERRANÉE            |
| NORMANDIE               |
| NOUVELLE AQUITAINE      |
| OCCITANIE               |
| PAYS DE LA LOIRE        |
| RÉUNION                 |

## Licenciés
Le nombre de licenciés féminins et masculins jouant à une ou plusieurs disciplines progresse depuis 2013:
- 2013 : femmes :  713 ; hommes : 13 403 ; total : 14 116.
- 2014 : femmes :  793 ; hommes : 13 494 ; total : 14 287.
- 2015 : femmes :  858 ; hommes : 14 235 ; total : 15 093.
- 2016 : femmes :  922 ; hommes : 14 714 ; total : 15 636.
- 2017 : femmes :  937 ; hommes : 14 579 ; total : 15 516.
- 2018 : femmes : 1029 ; hommes : 14 818 ; total : 15 847.
- 2019 : femmes : 1088 ; hommes : 14 697 ; total : 15 785.
- 2020 : femmes : 1145 ; hommes : 15 044 ; total : 16 192.
- 2021 : femmes : 860 ; hommes : 11 988 ; total : 12 848.
- 2022 : femmes : 1357 ; hommes : 14 404 ; total : 15 761.
- 2023 : femmes : 1555 ; hommes : 15 907 ; total : 17 462.

## Publications FFB auteur et/ou éditeur
- Collectif, Revue Le Billard français, Fédération française de billard et de ses ligues, 1973 (ASIN B0014NTZJE)
- Collectif, Revue Le Billard français, Fédération française de billard et de ses ligues, 1976 (ASIN B00IZBFAKG)
- Collectif, Revue Le Billard français, Fédération française de billard et de ses ligues, 1977 (ASIN B00IZBDWJ2)
- Collectif, Le Billard français, Sport billard, Fédération française de billard et de ses ligues, 1978 (ASIN B0014NOT7C)
- Association Autrement, Autrement, Paris, 1980, 23-26 éd., 420 p., P48
- Heurtebise André, 3 billes aux reflets tricolores, 1984 (ASIN B003WS9JOK)
- Colin Miège, Les institutions sportives, Paris, Presses universitaires de France, 1993, 127 p. (ISBN 2-13-045163-2), P123
- Olivier Hasenfratz, Fédération Française de Billard : Code Sportif National Billard Américain, 1998[22]
- Collectif, Sport billard magazine, Fédération française de billard et de ses ligues, 2001 (ASIN B000WU5JJU)
- Marc Massé et Louis Edelin, Cahier technique du joueur débutant billard carambole, 2005[23]
- Fédération Française de Billard, EDELIN Louis et MASSE Marc, Fondamentaux du billard Carambole (français), Paris, @mphora, 2010, 288 p. (ISBN 978-2-85180-781-6)
- François Schunck, Histoire du billard en France, les éditions de l'alouette bleue, 2023